# Gonçalo Pratas
Gonçalo Pratas (28 de setembro de 1976, Aveiras de Cima, Azambuja, Portugal) é um músico, compositor e produtor português. Tem vários trabalhos publicados na área da música e da literatura para a Infância, em coautoria com a escritora Inês Pupo. São conhecidos pelos livros, Buscapólos - Trocadilhar, pela colecção "Galo Gordo" e "A Casa Sincronizada", prémio SPA de melhor livro Infanto-Juvenil de 2012.

## Biografia
Na sua infância fez parte da Filarmónica Recreativa de Aveiras de Cima e do Rancho Folclórico da Casa do Povo de Aveiras de Cima. Onde diz ter aprendido a conhecer a música e a vivê-la em comunidade.
Frequentou o curso de Áudio da Orquestra Metropolitana de Lisboa. Atualmente vive em Lisboa onde já desenvolveu vários projetos de ensino no Centro Helen Keller, no Gabinete de Reconversão do Casal Ventoso, na Escola Profissional de Artes e Ofícios do Espectáculo (EPOAE) – Chapitô e como professor no Jardim Infantil Pestalozzi. Foi compositor para teatro e cinema, trabalhou com José Carretas, Companhia Teatral do Chiado, a Companhia do Chapitô e A.S. Produções (‘Ao fundo do túnel’, João Pupo, 2006).
Foi autor, diretor e produtor musical do projeto Buscapólos (música para poemas de José Jorge Letria) e dos projetos para crianças doJornal Expresso de 2005 a 2007.
Em 2012 foi distinguido com o prémio de Melhor Livro Infanto-Juvenil atribuído pela Sociedade Portuguesa de Autores.

## Realizações

### Buscapólos
O livro e CD Buscapólos - Trocadilhar, Música para poemas de José Jorge Letria, com prefácio de Ana Maria Magalhães e Isabel Alçada, foi lançado em 2002 e reeditado em 2010. É um projeto de música e poesia para crianças, em que os poemas de José Jorge Letria foram musicados, recorrendo a diferentes estilos e instrumentos musicais, por Inês Pupo, Gonçalo Pratas e Francisco Lemos.
Em 2010, os Buscapólos voltaram a juntar-se para um espetáculo inserido na comemoração do Dia Mundial da Poesia, no Grande Auditório doCentro Cultural de Belém, numa iniciativa do Plano Nacional de Leitura e do CCB com o apoio financeiro do Ministério da Educação.
A música "Tito Troca-Tintas", também deste album, faz parte da compilação "Putumayo Kids Presents European Playground", de 2009, produzida pela editora discográfica Putumayo World Music. A Putumayo World Music é uma editora de Nova York que se tem especializado em compilações de música do mundo.

### Coleções do Jornal Expresso
Desde 2005, Gonçalo Pratas, tem sido responsável pela música de várias coleções "Expresso mais novos" do semanário Expresso. Estas coleções compõem-se normalmente de 10 ou 12 livros de histórias ilustradas destinadas ao público infantil. Cada livro é acompanhado de um CD audio com narração de Bárbara Guimarães e letras de Inês Pupo (com a exceção de uma das coleções). Os textos são de Ana Oom.
| Livros + CDs | |
| --- | --- |
| 1. O corvo e a raposa 2. A cigarra e a formiga 3. A lebre e a tartaruga 4. O rato do campo e o rato da cidade 5. O velho, o rapaz e o burro 6. A rã que queria ser maior do que o boi 7. A galinha dos ovos de ouro 8. O lobo e o cordeiro 9. O leão e o rato 10. A raposa e a cegonha 11. A pomba e a formiga 12. O pescador e o peixinho | \| Tradução: \| Bocage; Curvo Semedo; José de Sousa Monteiro; Couto Guerreiro; Malhão \| \| Texto: \| Ana Oom \| \| Comentários: \| Luísa Ducla Soares \| \| Narrador: \| Bárbara Guimarães \| \| Música: \| Gonçalo Pratas \| \| Poemas: \| Inês Pupo \| \| Ilustração: \| André Letria; Marta Torrão; Madalena Matoso; Mafalda Milhões; Bernardo Carvalho; Catarina Cardoso; Joana Quental; Danuta Wojciechowska; Carla Pott; Marta Neto; Barbara Bell; Pedro Leitão \| |
| Tradução: | Bocage; Curvo Semedo; José de Sousa Monteiro; Couto Guerreiro; Malhão |
| Texto: | Ana Oom |
| Comentários: | Luísa Ducla Soares |
| Narrador: | Bárbara Guimarães |
| Música: | Gonçalo Pratas |
| Poemas: | Inês Pupo |
| Ilustração: | André Letria; Marta Torrão; Madalena Matoso; Mafalda Milhões; Bernardo Carvalho; Catarina Cardoso; Joana Quental; Danuta Wojciechowska; Carla Pott; Marta Neto; Barbara Bell; Pedro Leitão |

| Tradução:    | Bocage; Curvo Semedo; José de Sousa Monteiro; Couto Guerreiro; Malhão |
| Texto:       | Ana Oom |
| Comentários: | Luísa Ducla Soares |
| Narrador:    | Bárbara Guimarães |
| Música:      | Gonçalo Pratas |
| Poemas:      | Inês Pupo |
| Ilustração:  | André Letria; Marta Torrão; Madalena Matoso; Mafalda Milhões; Bernardo Carvalho; Catarina Cardoso; Joana Quental; Danuta Wojciechowska; Carla Pott; Marta Neto; Barbara Bell; Pedro Leitão |

| Livros + CDs | |
| --- | --- |
| 1. O corvo e a raposa 2. A cigarra e a formiga 3. A lebre e a tartaruga 4. O rato do campo e o rato da cidade 5. O velho, o rapaz e o burro 6. A rã que queria ser maior do que o boi 7. A galinha dos ovos de ouro 8. O lobo e o cordeiro 9. O leão e o rato 10. A raposa e a cegonha 11. A pomba e a formiga 12. O pescador e o peixinho | \| Tradução: \| Bocage; Curvo Semedo; José de Sousa Monteiro; Couto Guerreiro; Malhão \| \| Texto: \| Ana Oom \| \| Comentários: \| Luísa Ducla Soares \| \| Narrador: \| Bárbara Guimarães \| \| Música: \| Gonçalo Pratas \| \| Poemas: \| Inês Pupo \| \| Ilustração: \| André Letria; Marta Torrão; Madalena Matoso; Mafalda Milhões; Bernardo Carvalho; Catarina Cardoso; Joana Quental; Danuta Wojciechowska; Carla Pott; Marta Neto; Barbara Bell; Pedro Leitão \| |
| Tradução: | Bocage; Curvo Semedo; José de Sousa Monteiro; Couto Guerreiro; Malhão |
| Texto: | Ana Oom |
| Comentários: | Luísa Ducla Soares |
| Narrador: | Bárbara Guimarães |
| Música: | Gonçalo Pratas |
| Poemas: | Inês Pupo |
| Ilustração: | André Letria; Marta Torrão; Madalena Matoso; Mafalda Milhões; Bernardo Carvalho; Catarina Cardoso; Joana Quental; Danuta Wojciechowska; Carla Pott; Marta Neto; Barbara Bell; Pedro Leitão |

| Tradução:    | Bocage; Curvo Semedo; José de Sousa Monteiro; Couto Guerreiro; Malhão |
| Texto:       | Ana Oom |
| Comentários: | Luísa Ducla Soares |
| Narrador:    | Bárbara Guimarães |
| Música:      | Gonçalo Pratas |
| Poemas:      | Inês Pupo |
| Ilustração:  | André Letria; Marta Torrão; Madalena Matoso; Mafalda Milhões; Bernardo Carvalho; Catarina Cardoso; Joana Quental; Danuta Wojciechowska; Carla Pott; Marta Neto; Barbara Bell; Pedro Leitão |

| Livros + CDs | |
| --- | --- |
| 1. D. Afonso Henriques - O conquistador 2. D. Dinis - O rei poeta 3. D. Pedro I - O justiceiro 4. D. João I - O de boa memória 5. D. João II - O príncipe perfeito 6. D. Manuel I - O venturoso 7. D. Sebastião - O desejado 8. D. João IV - O restaurador 9. D. José - O reformador 10. D. Pedro IV - O rei soldado 11. D. Maria II - A educadora 12. D. Carlos I - O diplomata | \| Texto: \| Ana Oom \| \| Narrador: \| Bárbara Guimarães \| \| Música: \| Gonçalo Pratas \| \| Poemas: \| Inês Pupo \| \| Ilustração: \| André Letria \| |
| Texto: | Ana Oom |
| Narrador: | Bárbara Guimarães |
| Música: | Gonçalo Pratas |
| Poemas: | Inês Pupo |
| Ilustração: | André Letria |

| Texto:      | Ana Oom           |
| Narrador:   | Bárbara Guimarães |
| Música:     | Gonçalo Pratas    |
| Poemas:     | Inês Pupo         |
| Ilustração: | André Letria      |

| Livros + CDs | |
| --- | --- |
| 1. D. Afonso Henriques - O conquistador 2. D. Dinis - O rei poeta 3. D. Pedro I - O justiceiro 4. D. João I - O de boa memória 5. D. João II - O príncipe perfeito 6. D. Manuel I - O venturoso 7. D. Sebastião - O desejado 8. D. João IV - O restaurador 9. D. José - O reformador 10. D. Pedro IV - O rei soldado 11. D. Maria II - A educadora 12. D. Carlos I - O diplomata | \| Texto: \| Ana Oom \| \| Narrador: \| Bárbara Guimarães \| \| Música: \| Gonçalo Pratas \| \| Poemas: \| Inês Pupo \| \| Ilustração: \| André Letria \| |
| Texto: | Ana Oom |
| Narrador: | Bárbara Guimarães |
| Música: | Gonçalo Pratas |
| Poemas: | Inês Pupo |
| Ilustração: | André Letria |

| Texto:      | Ana Oom           |
| Narrador:   | Bárbara Guimarães |
| Música:     | Gonçalo Pratas    |
| Poemas:     | Inês Pupo         |
| Ilustração: | André Letria      |

| Livros + CDs | |
| --- | --- |
| 1. Lenda do Galo de Barcelos 2. Lenda do Castelo de Bragança 3. Lenda dos Tripeiros 4. Lenda da Serra da Estrela 5. Lenda de Coimbra 6. Lenda da Bezerra de Monsanto 7. Lenda da Sopa da Pedra 8. Lenda de S. Vicente 9. Lenda de Geraldo Geraldes 10. Lenda das Amendoeiras em Flor 11. Lenda da Lagoa das Sete Cidades 12. Lenda de S. Silvestre | \| Texto: \| Ana Oom \| \| Comentário: \| Maria Isabel Mendonça Soares \| \| Narrador: \| Bárbara Guimarães \| \| Música: \| Gonçalo Pratas \| \| Poemas: \| Inês Pupo \| \| Ilustração: \| Bernardo Carvalho; Mafalda Milhões; Kathy Silva; Catarina Cardoso; Sarah Pirson; Carla Nazareth; Ursi Schimidi; Vasco Gargalo; Madalena Matoso; Gabriela Sotto Mayor; Danuta Wojciechowska; Marta Torrão \| |
| Texto: | Ana Oom |
| Comentário: | Maria Isabel Mendonça Soares |
| Narrador: | Bárbara Guimarães |
| Música: | Gonçalo Pratas |
| Poemas: | Inês Pupo |
| Ilustração: | Bernardo Carvalho; Mafalda Milhões; Kathy Silva; Catarina Cardoso; Sarah Pirson; Carla Nazareth; Ursi Schimidi; Vasco Gargalo; Madalena Matoso; Gabriela Sotto Mayor; Danuta Wojciechowska; Marta Torrão |

| Texto:      | Ana Oom |
| Comentário: | Maria Isabel Mendonça Soares |
| Narrador:   | Bárbara Guimarães |
| Música:     | Gonçalo Pratas |
| Poemas:     | Inês Pupo |
| Ilustração: | Bernardo Carvalho; Mafalda Milhões; Kathy Silva; Catarina Cardoso; Sarah Pirson; Carla Nazareth; Ursi Schimidi; Vasco Gargalo; Madalena Matoso; Gabriela Sotto Mayor; Danuta Wojciechowska; Marta Torrão |

| Livros + CDs | |
| --- | --- |
| 1. Lenda do Galo de Barcelos 2. Lenda do Castelo de Bragança 3. Lenda dos Tripeiros 4. Lenda da Serra da Estrela 5. Lenda de Coimbra 6. Lenda da Bezerra de Monsanto 7. Lenda da Sopa da Pedra 8. Lenda de S. Vicente 9. Lenda de Geraldo Geraldes 10. Lenda das Amendoeiras em Flor 11. Lenda da Lagoa das Sete Cidades 12. Lenda de S. Silvestre | \| Texto: \| Ana Oom \| \| Comentário: \| Maria Isabel Mendonça Soares \| \| Narrador: \| Bárbara Guimarães \| \| Música: \| Gonçalo Pratas \| \| Poemas: \| Inês Pupo \| \| Ilustração: \| Bernardo Carvalho; Mafalda Milhões; Kathy Silva; Catarina Cardoso; Sarah Pirson; Carla Nazareth; Ursi Schimidi; Vasco Gargalo; Madalena Matoso; Gabriela Sotto Mayor; Danuta Wojciechowska; Marta Torrão \| |
| Texto: | Ana Oom |
| Comentário: | Maria Isabel Mendonça Soares |
| Narrador: | Bárbara Guimarães |
| Música: | Gonçalo Pratas |
| Poemas: | Inês Pupo |
| Ilustração: | Bernardo Carvalho; Mafalda Milhões; Kathy Silva; Catarina Cardoso; Sarah Pirson; Carla Nazareth; Ursi Schimidi; Vasco Gargalo; Madalena Matoso; Gabriela Sotto Mayor; Danuta Wojciechowska; Marta Torrão |

| Texto:      | Ana Oom |
| Comentário: | Maria Isabel Mendonça Soares |
| Narrador:   | Bárbara Guimarães |
| Música:     | Gonçalo Pratas |
| Poemas:     | Inês Pupo |
| Ilustração: | Bernardo Carvalho; Mafalda Milhões; Kathy Silva; Catarina Cardoso; Sarah Pirson; Carla Nazareth; Ursi Schimidi; Vasco Gargalo; Madalena Matoso; Gabriela Sotto Mayor; Danuta Wojciechowska; Marta Torrão |

| Livros + CDs | |
| --- | --- |
| 1. Cão que ladra não morde 2. Tal pai, tal filho 3. Quem tem boca vai a Roma 4. Nem tudo o que vem à rede é peixe 5. Devagar se vai longe 6. Depressa e bem não há quem 7. Quem tudo quer, tudo perde 8. Não há bela sem senão 9. Quem não arrisca, não petisca 10. Cada macaco no seu galho 11. A mentira tem perna curta 12. Mais vale tarde do que nunca | \| Texto: \| Ana Oom \| \| Narrador: \| Bárbara Guimarães \| \| Música: \| Gonçalo Pratas \| \| Ilustração: \| Maria Torrão; Joana Quental; Bernardo Carvalho; Marília Fedra; Maria Vidigal; João Vaz de Carvalho; Madalena Matoso; Gabriela Sotto Mayor; Danuta Wojejciechowska; Chico Bolila; Inês do Carmo; Raquel Pinheiro \| |
| Texto: | Ana Oom |
| Narrador: | Bárbara Guimarães |
| Música: | Gonçalo Pratas |
| Ilustração: | Maria Torrão; Joana Quental; Bernardo Carvalho; Marília Fedra; Maria Vidigal; João Vaz de Carvalho; Madalena Matoso; Gabriela Sotto Mayor; Danuta Wojejciechowska; Chico Bolila; Inês do Carmo; Raquel Pinheiro |

| Texto:      | Ana Oom |
| Narrador:   | Bárbara Guimarães |
| Música:     | Gonçalo Pratas |
| Ilustração: | Maria Torrão; Joana Quental; Bernardo Carvalho; Marília Fedra; Maria Vidigal; João Vaz de Carvalho; Madalena Matoso; Gabriela Sotto Mayor; Danuta Wojejciechowska; Chico Bolila; Inês do Carmo; Raquel Pinheiro |

| Livros + CDs | |
| --- | --- |
| 1. Cão que ladra não morde 2. Tal pai, tal filho 3. Quem tem boca vai a Roma 4. Nem tudo o que vem à rede é peixe 5. Devagar se vai longe 6. Depressa e bem não há quem 7. Quem tudo quer, tudo perde 8. Não há bela sem senão 9. Quem não arrisca, não petisca 10. Cada macaco no seu galho 11. A mentira tem perna curta 12. Mais vale tarde do que nunca | \| Texto: \| Ana Oom \| \| Narrador: \| Bárbara Guimarães \| \| Música: \| Gonçalo Pratas \| \| Ilustração: \| Maria Torrão; Joana Quental; Bernardo Carvalho; Marília Fedra; Maria Vidigal; João Vaz de Carvalho; Madalena Matoso; Gabriela Sotto Mayor; Danuta Wojejciechowska; Chico Bolila; Inês do Carmo; Raquel Pinheiro \| |
| Texto: | Ana Oom |
| Narrador: | Bárbara Guimarães |
| Música: | Gonçalo Pratas |
| Ilustração: | Maria Torrão; Joana Quental; Bernardo Carvalho; Marília Fedra; Maria Vidigal; João Vaz de Carvalho; Madalena Matoso; Gabriela Sotto Mayor; Danuta Wojejciechowska; Chico Bolila; Inês do Carmo; Raquel Pinheiro |

| Texto:      | Ana Oom |
| Narrador:   | Bárbara Guimarães |
| Música:     | Gonçalo Pratas |
| Ilustração: | Maria Torrão; Joana Quental; Bernardo Carvalho; Marília Fedra; Maria Vidigal; João Vaz de Carvalho; Madalena Matoso; Gabriela Sotto Mayor; Danuta Wojejciechowska; Chico Bolila; Inês do Carmo; Raquel Pinheiro |

| Livros + CDs | |
| --- | --- |
| 1. Séc. XII: Nasce uma nação 2. Séc. XIII: Portugal total 3. Séc. XIV: em Aljubarrota não há derrota! 4. Séc. XV: Não dêem cabo da esperança! 5. Séc. XVI: que grande epopeia! 6. Séc. XVII: restauração, enfim! 7. Séc. XVIII: Lisboa em ruínas 8. Séc. XIX: um rei, dois reinos 9. Séc. XX: viva a República! 10. Séc. XXI: chegou o euro! | \| Texto: \| Ana Oom \| \| Narrador: \| Bárbara Guimarães \| \| Música: \| Gonçalo Pratas \| \| Poemas: \| Inês Pupo \| \| Ilustração: \| Sandra Serra \| |
| Texto: | Ana Oom |
| Narrador: | Bárbara Guimarães |
| Música: | Gonçalo Pratas |
| Poemas: | Inês Pupo |
| Ilustração: | Sandra Serra |

| Texto:      | Ana Oom           |
| Narrador:   | Bárbara Guimarães |
| Música:     | Gonçalo Pratas    |
| Poemas:     | Inês Pupo         |
| Ilustração: | Sandra Serra      |

| Livros + CDs | |
| --- | --- |
| 1. Séc. XII: Nasce uma nação 2. Séc. XIII: Portugal total 3. Séc. XIV: em Aljubarrota não há derrota! 4. Séc. XV: Não dêem cabo da esperança! 5. Séc. XVI: que grande epopeia! 6. Séc. XVII: restauração, enfim! 7. Séc. XVIII: Lisboa em ruínas 8. Séc. XIX: um rei, dois reinos 9. Séc. XX: viva a República! 10. Séc. XXI: chegou o euro! | \| Texto: \| Ana Oom \| \| Narrador: \| Bárbara Guimarães \| \| Música: \| Gonçalo Pratas \| \| Poemas: \| Inês Pupo \| \| Ilustração: \| Sandra Serra \| |
| Texto: | Ana Oom |
| Narrador: | Bárbara Guimarães |
| Música: | Gonçalo Pratas |
| Poemas: | Inês Pupo |
| Ilustração: | Sandra Serra |

| Texto:      | Ana Oom           |
| Narrador:   | Bárbara Guimarães |
| Música:     | Gonçalo Pratas    |
| Poemas:     | Inês Pupo         |
| Ilustração: | Sandra Serra      |

| Livros + CDs | |
| --- | --- |
| 1. Brasil, país nosso irmão 2. Inglaterra, berço da língua universal 3. EUA, terra dos sonhos 4. Espanha, vizinhos em festa 5. Egito, reino dos faraós 6. China, do outro lado do mundo 7. India, cultura original 8. França, pátria da liberdade 9. Angola, solo generoso 10. Itália, a bota do mundo | \| Texto: \| Ana Oom \| \| Narrador: \| Bárbara Guimarães \| \| Música: \| Gonçalo Pratas \| \| Poemas: \| Inês Pupo \| \| Ilustração: \| Joana Quental \| |
| Texto: | Ana Oom |
| Narrador: | Bárbara Guimarães |
| Música: | Gonçalo Pratas |
| Poemas: | Inês Pupo |
| Ilustração: | Joana Quental |

| Texto:      | Ana Oom           |
| Narrador:   | Bárbara Guimarães |
| Música:     | Gonçalo Pratas    |
| Poemas:     | Inês Pupo         |
| Ilustração: | Joana Quental     |

| Livros + CDs | |
| --- | --- |
| 1. Brasil, país nosso irmão 2. Inglaterra, berço da língua universal 3. EUA, terra dos sonhos 4. Espanha, vizinhos em festa 5. Egito, reino dos faraós 6. China, do outro lado do mundo 7. India, cultura original 8. França, pátria da liberdade 9. Angola, solo generoso 10. Itália, a bota do mundo | \| Texto: \| Ana Oom \| \| Narrador: \| Bárbara Guimarães \| \| Música: \| Gonçalo Pratas \| \| Poemas: \| Inês Pupo \| \| Ilustração: \| Joana Quental \| |
| Texto: | Ana Oom |
| Narrador: | Bárbara Guimarães |
| Música: | Gonçalo Pratas |
| Poemas: | Inês Pupo |
| Ilustração: | Joana Quental |

| Texto:      | Ana Oom           |
| Narrador:   | Bárbara Guimarães |
| Música:     | Gonçalo Pratas    |
| Poemas:     | Inês Pupo         |
| Ilustração: | Joana Quental     |

### Livros publicados
- Buscapólos - Trocadilhar: Música para poemas de José Jorge Letria, livro com CD, Edições Convite à Música, 2002; 2ª Edição, Dom Quixote, 2010.
- Canta o Galo Gordo: Poemas e canções para todo o ano, livro com CD, poemas de Inês Pupo, Editorial Caminho, 2008.[4][19][20]
- A Casa Sincronizada, poemas de Inês Pupo, livro com CD, Editorial Caminho, 2011. Melhor livro Infanto-Juvenil de 2012, Prémio Autores, SPA.[3][4]
- Na Cozinha das Canções: Mousse de Chocolate e Sorvete de Morango, Book.It, 2012. Livros com CD de receitas "transformadas em canções pela mão da escritora Inês Pupo do músico Gonçalo Pratas e do chef Luís Baena" [21]
- Galo Gordo: Este dia vale a pena, de Gonçalo Pratas e Inês Pupo, Bertrand Editora, 2012.[4]

### Outros trabalhos
- 1998 - Água Vai, Companhia do Chapitô. Participação na interpretação e música.[22]
- 2005 - Da Rabeca à Ocarina, Música. Viagem através dos instrumentos tradicionais portugueses, inspirado nas recolhas de Michel Giacometti e do Professor Ernesto Veiga de Oliveira, com poemas de José Jorge Letria.[23]
- 2006 - A Aldeia das 4 Casas, Companhia do Chapitô. Banda sonora para uma da peça de teatro para a infância.[7]
- 2006 - Ao Fundo do Túnel, curta-metragem de João Pupo. Música.[24][25]

#### Fábulas de La Fontaine
- La Fontaine, Jean de; Oom, Ana; Pratas, Gonçalo, música; Pupo, Inês, letras; Torrão, Marta, ilustração; Guimarães, Bárbara, narrrador; Bocage, tradução; (2005). O corvo e a raposa. Col: Expresso mais novos, Fábulas de La Fontaine. 1. Venda exclusiva com o Jornal Expresso. Lisboa: Jornal Expresso;Zero a Oito. 29 páginas. ISBN 972-9183-63-5. Consultado em 30 de outubro de 2012

- La Fontaine, Jean de; Oom, Ana; Pratas, Gonçalo, música; Pupo, Inês, letras; Torrão, Marta, ilustração; Guimarães, Bárbara, narrrador; Bocage, tradução; (2005). A cigarra e a formiga. Col: Expresso mais novos, Fábulas de La Fontaine. 2. Venda exclusiva com o Jornal Expresso. Lisboa: Jornal Expresso;Zero a Oito. 29 páginas. ISBN 972-9183-64-3. Consultado em 30 de outubro de 2012

- La Fontaine, Jean de; Oom, Ana; Pratas, Gonçalo, música; Pupo, Inês, letras; Matoso, Madalena, ilustração; Guimarães, Bárbara, narrrador; Semedo, Curvo, tradução; (2005). A lebre e a tartaruga. Col: Expresso mais novos, Fábulas de La Fontaine. 3. Venda exclusiva com o Jornal Expresso. Lisboa: Jornal Expresso;Zero a Oito. 29 páginas. ISBN 972-9183-65-1. Consultado em 30 de outubro de 2012

- La Fontaine, Jean de; Oom, Ana; Pratas, Gonçalo, música; Pupo, Inês, letras; Milhões, Mafalda, ilustração; Guimarães, Bárbara, narrrador; Monteiro, José de Sousa, tradução; (2005). O rato do campo e o rato da cidade. Col: Expresso mais novos, Fábulas de La Fontaine. 4. Venda exclusiva com o Jornal Expresso. Lisboa: Jornal Expresso;Zero a Oito. 29 páginas. ISBN 972-9183-69-4. Consultado em 30 de outubro de 2012

- La Fontaine, Jean de; Oom, Ana; Pratas, Gonçalo, música; Pupo, Inês, letras; Carvalho, Bernardo, ilustração; Guimarães, Bárbara, narrrador; Semedo, Curvo, tradução; (2005). O velho, o rapaz e o burro. Col: Expresso mais novos, Fábulas de La Fontaine. 5. Venda exclusiva com o Jornal Expresso. Lisboa: Jornal Expresso;Zero a Oito. 29 páginas. ISBN 972-9183-68-6. Consultado em 30 de outubro de 2012

- La Fontaine, Jean de; Oom, Ana; Pratas, Gonçalo, música; Pupo, Inês, letras; Cardoso, Catarina, ilustração; Guimarães, Bárbara, narrrador; Guerreiro, Couto, tradução; (2005). A rã que queria ser maior do que o boi. Col: Expresso mais novos, Fábulas de La Fontaine. 6. Venda exclusiva com o Jornal Expresso. Lisboa: Jornal Expresso;Zero a Oito. 29 páginas. ISBN 972-9183-66-X. Consultado em 30 de outubro de 2012
- La Fontaine, Jean de; Oom, Ana; Pratas, Gonçalo, música; Pupo, Inês, letras; Torrão, Quental, Joana, ilustração; Guimarães, Bárbara, narrrador; Semedo, Curvo, tradução; (2005). A galinha dos ovos de ouro. Col: Expresso mais novos, Fábulas de La Fontaine. 7. Venda exclusiva com o Jornal Expresso. Lisboa: Jornal Expresso;Zero a Oito. 29 páginas. ISBN 972-9183-67-8. Consultado em 30 de outubro de 2012
- La Fontaine, Jean de; Oom, Ana; Pratas, Gonçalo, música; Pupo, Inês, letras; Wojciechowska, Danuta, ilustração; Guimarães, Bárbara, narrrador; Malhão, tradução; (2005). O lobo e o cordeiro. Col: Expresso mais novos, Fábulas de La Fontaine. 8. Venda exclusiva com o Jornal Expresso. Lisboa: Jornal Expresso;Zero a Oito. 29 páginas. ISBN 972-9183-70-8. Consultado em 30 de outubro de 2012

- La Fontaine, Jean de; Oom, Ana; Pratas, Gonçalo, música; Pupo, Inês, letras; Pott, Carla, ilustração; Guimarães, Bárbara, narrrador; Semedo, Curvo, tradução; (2005). O leão e o rato. Col: Expresso mais novos, Fábulas de La Fontaine. 9. Venda exclusiva com o Jornal Expresso. Lisboa: Jornal Expresso;Zero a Oito. 29 páginas. ISBN 972-9183-72-4. Consultado em 30 de outubro de 2012

- La Fontaine, Jean de; Oom, Ana; Pratas, Gonçalo, música; Pupo, Inês, letras; Neto, Marta, ilustração; Guimarães, Bárbara, narrrador; Semedo, Curvo, tradução; (2005). A raposa e a cegonha. Col: Expresso mais novos, Fábulas de La Fontaine. 10. Venda exclusiva com o Jornal Expresso. Lisboa: Jornal Expresso;Zero a Oito. 29 páginas. ISBN 972-9183-73-2. Consultado em 30 de outubro de 2012

- La Fontaine, Jean de; Oom, Ana; Pratas, Gonçalo, música; Pupo, Inês, letras; Bell, Barbara, ilustração; Guimarães, Bárbara, narrrador; Semedo, Curvo, tradução; (2005). A pomba e a formiga. Col: Expresso mais novos, Fábulas de La Fontaine. 11. Venda exclusiva com o Jornal Expresso. Lisboa: Jornal Expresso;Zero a Oito. 29 páginas. ISBN 972-9183-74-0. Consultado em 30 de outubro de 2012

- La Fontaine, Jean de; Oom, Ana; Pratas, Gonçalo, música; Pupo, Inês, letras; Leitão, Pedro, ilustração; Guimarães, Bárbara, narrrador; Araújo, J. I. de, tradução; (2005). O pescador e o peixinho. Col: Expresso mais novos, Fábulas de La Fontaine. 12. Venda exclusiva com o Jornal Expresso. Lisboa: Jornal Expresso;Zero a Oito. 29 páginas. ISBN 972-9183-75-9. Consultado em 30 de outubro de 2012

#### Era uma vez um rei
- Oom, Ana; Pratas, Gonçalo, música; Pupo, Inês, letras; Letria, André, ilustração; Guimarães, Bárbara, narrrador; Associação de Professores de História, aut. recensão; (2006). D. Afonso Henriques. O conquistador. Col: Expresso mais novos, Era uma vez um rei... 1. Venda exclusiva com o Jornal Expresso. Lisboa: Jornal Expresso;Zero a Oito. 29 páginas. ISBN 972-8993-05-6. Consultado em 31 de outubro de 2012

- Oom, Ana; Pratas, Gonçalo, música; Pupo, Inês, letras; Letria, André, ilustração; Guimarães, Bárbara, narrrador; Associação de Professores de História, aut. recensão; (2006). D. Dinis. O rei poeta. Col: Expresso mais novos, Era uma vez um rei... 2. Venda exclusiva com o Jornal Expresso. Lisboa: Jornal Expresso;Zero a Oito. 29 páginas. ISBN 972-8993-06-4. Consultado em 31 de outubro de 2012

- Oom, Ana; Pratas, Gonçalo, música; Pupo, Inês, letras; Letria, André, ilustração; Guimarães, Bárbara, narrrador; Associação de Professores de História, aut. recensão; (2006). D. Pedro I. O justiceiro. Col: Expresso mais novos, Era uma vez um rei... 3. Venda exclusiva com o Jornal Expresso. Lisboa: Jornal Expresso;Zero a Oito. 29 páginas. ISBN 972-8993-07-2. Consultado em 31 de outubro de 2012

- Oom, Ana; Pratas, Gonçalo, música; Pupo, Inês, letras; Letria, André, ilustração; Guimarães, Bárbara, narrrador; Associação de Professores de História, aut. recensão; (2006). D. João I. O de boa memória. Col: Expresso mais novos, Era uma vez um rei... 4. Venda exclusiva com o Jornal Expresso. Lisboa: Jornal Expresso;Zero a Oito. 29 páginas. ISBN 972-8993-08-0. Consultado em 31 de outubro de 2012

- Oom, Ana; Pratas, Gonçalo, música; Pupo, Inês, letras; Letria, André, ilustração; Guimarães, Bárbara, narrrador; Associação de Professores de História, aut. recensão; (2006). D. João II. O príncipe perfeito. Col: Expresso mais novos, Era uma vez um rei... 5. Venda exclusiva com o Jornal Expresso. Lisboa: Jornal Expresso;Zero a Oito. 29 páginas. ISBN 972-8993-09-9. Consultado em 31 de outubro de 2012

- Oom, Ana; Pratas, Gonçalo, música; Pupo, Inês, letras; Letria, André, ilustração; Guimarães, Bárbara, narrrador; Associação de Professores de História, aut. recensão; (2006). D. Manuel I. O venturoso. Col: Expresso mais novos, Era uma vez um rei... 5. Venda exclusiva com o Jornal Expresso. Lisboa: Jornal Expresso;Zero a Oito. 29 páginas. ISBN 972-8993-07-2. Consultado em 31 de outubro de 2012

- Oom, Ana; Pratas, Gonçalo, música; Pupo, Inês, letras; Letria, André, ilustração; Guimarães, Bárbara, narrrador; Associação de Professores de História, aut. recensão; (2006). D. Sebastião - o desejado. O desejado. Col: Expresso mais novos, Era uma vez um rei... 7. Venda exclusiva com o Jornal Expresso. Lisboa: Jornal Expresso;Zero a Oito. 29 páginas. ISBN 972-8993-11-0. Consultado em 31 de outubro de 2012

- Oom, Ana; Pratas, Gonçalo, música; Pupo, Inês, letras; Letria, André, ilustração; Guimarães, Bárbara, narrrador; Associação de Professores de História, aut. recensão; (2006). D. João II. O príncipe perfeito. Col: Expresso mais novos, Era uma vez um rei... 8. Venda exclusiva com o Jornal Expresso. Lisboa: Jornal Expresso;Zero a Oito. 29 páginas. ISBN 972-8993-12-9. Consultado em 31 de outubro de 2012

- Oom, Ana; Pratas, Gonçalo, música; Pupo, Inês, letras; Letria, André, ilustração; Guimarães, Bárbara, narrrador; Associação de Professores de História, aut. recensão; (2006). D. José - o reformador. O reformador. Col: Expresso mais novos, Era uma vez um rei... 9. Venda exclusiva com o Jornal Expresso. Lisboa: Jornal Expresso;Zero a Oito. 29 páginas. ISBN 972-8993-13-7. Consultado em 31 de outubro de 2012

- Oom, Ana; Pratas, Gonçalo, música; Pupo, Inês, letras; Letria, André, ilustração; Guimarães, Bárbara, narrrador; Associação de Professores de História, aut. recensão; (2006). D. Pedro IV. o rei soldado. Col: Expresso mais novos, Era uma vez um rei... 10. Venda exclusiva com o Jornal Expresso. Lisboa: Jornal Expresso;Zero a Oito. 29 páginas. ISBN 972-8993-14-5. Consultado em 31 de outubro de 2012

- Oom, Ana; Pratas, Gonçalo, música; Pupo, Inês, letras; Letria, André, ilustração; Guimarães, Bárbara, narrrador; Associação de Professores de História, aut. recensão; (2006). D. Maria II. A educadora. Col: Expresso mais novos, Era uma vez um rei... 11. Venda exclusiva com o Jornal Expresso. Lisboa: Jornal Expresso;Zero a Oito. 29 páginas. ISBN 972-8993-15-3. Consultado em 31 de outubro de 2012

- Oom, Ana; Pratas, Gonçalo, música; Pupo, Inês, letras; Letria, André, ilustração; Guimarães, Bárbara, narrrador; Associação de Professores de História, aut. recensão; (2006). D. Carlos I. O diplomata. Col: Expresso mais novos, Era uma vez um rei... 12. Venda exclusiva com o Jornal Expresso. Lisboa: Jornal Expresso;Zero a Oito. 29 páginas. ISBN 972-8993-16-1. Consultado em 31 de outubro de 2012

#### Lendas de Portugal
- Oom, de texto Ana, adapt.; Pratas, Gonçalo, música; Pupo, Inês, letras; Carvalho, Bernardo, il.;Soares, de Maria Isabel Mendonça, coment.;Alexandra, Nair, rev.;Zero a Oito, concep. (2007). Lenda do galo de Barcelos. Col: Lendas de Portugal. 1. Lisboa: Expresso. ISBN 978-972-8993-72-6. Consultado em 21 de novembro de 2012

- Oom, de texto Ana, adapt.; Pratas, Gonçalo, música; Pupo, Inês, letras; Milhões, Mafalda, il.;Soares, de Maria Isabel Mendonça, coment.;Alexandra, Nair, rev.;Zero a Oito, concep. (2007). Lenda do castelo de Bragança. Col: Lendas de Portugal. 2. Lisboa: Expresso. ISBN 978-972-8993-73-3. Consultado em 21 de novembro de 2012

- Oom, de texto Ana, adapt.; Pratas, Gonçalo, música; Pupo, Inês, letras; Torrão, de Marta, il.;Soares, de Maria Isabel Mendonça, coment.;Zero a Oito, concep. (2007). Lenda dos tripeiros. Col: Lendas de Portugal. 3. Lisboa: Expresso. ISBN 978-972-8993-74-0. Consultado em 21 de novembro de 2012

- Silva, Kathy, il.; Pratas, Gonçalo, música; Pupo, Inês, letras; Soares, Maria Isabel de Mendonça, 1922-, coment.; Silva, Kathy, il.; Guimarães, Bárbara, narrrador; Zero a Oito, co-autor (2007). Lenda da Serra da Estrela. Col: Lendas de Portugal. 4. Lisboa: Expresso. ISBN 978-972-8993-75-7. Consultado em 21 de novembro de 2012

- Oom, de texto Ana, adapt.; Pratas, Gonçalo, música; Pupo, Inês, letras; Cardoso, de Catarina, il.;Soares, de Maria Isabel Mendonça, coment.;Zero a Oito, concep. (2007). Lenda de Coimbra. Col: Lendas de Portugal. 5. Lisboa: Expresso. ISBN 978-972-8993-76-4. Consultado em 21 de novembro de 2012

- Oom, de texto Ana, adapt.; Pratas, Gonçalo, música; Pupo, Inês, letras; Pirson, de Sarah, il.;Soares, de Maria Isabel Mendonça, coment.;Zero a Oito, concep. (2007). Lenda da bezerra de Monsanto. Col: Lendas de Portugal. 6. Lisboa: Expresso. ISBN 978-972-8993-77-1. Consultado em 21 de novembro de 2012

- Oom, Ana, adapt.; Pratas, Gonçalo, música; Pupo, Inês, letras; Nazareth, Carla, il.;Soares, Maria Isabel Mendonça, coment.;Zero a Oito, concep. (2007). Lenda da sopa da pedra. Col: Lendas de Portugal. 7. Lisboa: Expresso. ISBN 978-972-8993-78-8. Consultado em 21 de novembro de 2012

- Oom, de texto Ana, adapt.; Pratas, Gonçalo, música; Pupo, Inês, letras; Pirson, de Sarah, il.;Soares, de Maria Isabel Mendonça, coment.;Zero a Oito, concep. (2007). Lenda de São Vicente e os corvos. Col: Lendas de Portugal. 8. Lisboa: Expresso. ISBN 978-972-8993-79-5. Consultado em 21 de novembro de 2012

- Oom, Ana, adapt.; Pratas, Gonçalo, música; Pupo, Inês, letras; Gargalo, de Vasco, il.;Soares, de Maria Isabel Mendonça, coment.;Zero a Oito, concep. (2007). Lenda da Geraldo Geraldes, o sem pavor. Col: Lendas de Portugal. 9. Lisboa: Expresso. ISBN 978-972-8993-80-1. Consultado em 21 de novembro de 2012

- Oom, Ana, adapt.; Pratas, Gonçalo, música; Pupo, Inês, letras; Matoso, de Madalena, il.;Soares, de Maria Isabel Mendonça, coment.;Zero a Oito, concep. (2007). Lenda das amendoeiras em flor. Col: Lendas de Portugal. 10. Lisboa: Expresso. ISBN 978-972-8993-81-8. Consultado em 21 de novembro de 2012

- Oom, Ana, adapt.; Pratas, Gonçalo, música; Pupo, Inês, letras; Mayor, de Gabriela Sotto, il.;Soares, de Maria Isabel Mendonça, coment.;Zero a Oito, concep. (2007). Lenda da lagoa das sete cidades. Col: Lendas de Portugal. 11. Lisboa: Expresso. ISBN 978-972-8993-82-5. Consultado em 21 de novembro de 2012

- Oom, Ana, adapt.; Pratas, Gonçalo, música; Pupo, Inês, letras; Wojciechowska, de Danuta, il.;Soares, de Maria Isabel Mendonça, coment.;Zero a Oito, concep. (2007). Lenda da noite de São Silvestre. Col: Lendas de Portugal. 12. Lisboa: Expresso. ISBN 978-972-8993-83-2. Consultado em 21 de novembro de 2012

#### Proverbios de Sempre
- Oom, Ana, texto; Pratas, Gonçalo, música; Pinheiro, Raquel, il.; Zero a Oito, concep. (2009). Cão que ladra não morde. Col: Provérbios de Sempre. 1. Lisboa: Expresso. ISBN 978-989-648-089-9. Consultado em 21 de novembro de 2012

- Oom, Ana, texto; Pratas, Gonçalo, música; Wojejciechowska, Danuta, il.; Zero a Oito, concep. (2009). Tal pai tal filho. Col: Provérbios de Sempre. 2. Lisboa: Expresso. ISBN 978-989-648-088-2. Consultado em 21 de novembro de 2012

- Oom, Ana, texto; Pratas, Gonçalo, música; Fedra, Marília, il.; Zero a Oito, concep. (2009). Quem tem boca vai a Roma. Col: Provérbios de Sempre. 3. Lisboa: Expresso. ISBN 978-989-648-090-5. Consultado em 21 de novembro de 2012

- Oom, Ana, texto; Pratas, Gonçalo, música; Carvalho, João Vaz de, il.; Zero a Oito, concep. (2009). Nem tudo o que vem à rede é peixe. Col: Provérbios de Sempre. 4. Lisboa: Expresso. ISBN 978-989-648-091-2. Consultado em 21 de novembro de 2012

- Oom, Ana, texto; Pratas, Gonçalo, música; Carvalho, Bernardo, il.; Zero a Oito, concep. (2009). Devagar se vai ao longe. Col: Provérbios de Sempre. 5. Lisboa: Expresso. ISBN 978-989-648-092-9. Consultado em 21 de novembro de 2012

- Oom, Ana, texto; Pratas, Gonçalo, música; Vidigal, Maria, il.; Zero a Oito, concep. (2009). Depressa e bem não há quem. Col: Provérbios de Sempre. 6. Lisboa: Expresso. ISBN 978-989-648-093-6. Consultado em 21 de novembro de 2012

- Oom, Ana, texto; Pratas, Gonçalo, música; Torrão, Maria, il.; Zero a Oito, concep. (2009). Quem tudo quer, tudo perde. Col: Provérbios de Sempre. 7. Lisboa: Expresso. ISBN 978-989-648-094-3. Consultado em 21 de novembro de 2012

- Oom, Ana, texto; Pratas, Gonçalo, música; Matoso, Madalena, il.; Zero a Oito, concep. (2009). Não bela sem senão. Col: Provérbios de Sempre. 8. Lisboa: Expresso. ISBN 978-989-648-095-0. Consultado em 21 de novembro de 2012

- Oom, Ana, texto; Pratas, Gonçalo, música; Quental, Joana, il.; Zero a Oito, concep. (2009). Quem não arrisca, não petisca. Col: Provérbios de Sempre. 9. Lisboa: Expresso. ISBN 978-989-648-096-7. Consultado em 21 de novembro de 2012

- Oom, Ana, texto; Pratas, Gonçalo, música; Bolila, Chico, il.; Zero a Oito, concep. (2009). Cada macaco no seu galho. Col: Provérbios de Sempre. 10. Lisboa: Expresso. ISBN 978-989-648-097-4. Consultado em 21 de novembro de 2012

- Oom, Ana, texto; Pratas, Gonçalo, música; Carmo, Inês do, il.; Zero a Oito, concep. (2009). A mentira tem perna curta. Col: Provérbios de Sempre. 11. Lisboa: Expresso. ISBN 978-989-648-098-1. Consultado em 21 de novembro de 2012

- Oom, Ana, texto; Pratas, Gonçalo, música; Mayor, Gabriela Sotto, il.; Zero a Oito, concep. (2009). Mais vale tarde do que nunca. Col: Provérbios de Sempre. 12. Lisboa: Expresso. ISBN 978-989-648-099-8. Consultado em 21 de novembro de 2012

#### Portugal: 10 séculos, 10 histórias
- Oom, Ana, texto; Silveira, Ana Isabel, revisor; Serra, Sandra, il.; Correia, Inês Pupo, co-autor; Pratas, Gonçalo, música (2010). Séc. XII : Nasce uma nação. Col: Portugal 10 séculos 10 histórias. 1. Lisboa: Expresso mais novos; Zero a Oito. ISBN 978-989-648-213-1 Verifique |isbn= (ajuda). Consultado em 22 de novembro de 2012

- Oom, Ana, texto; Silveira, Ana Isabel, revisor; Serra, Sandra, il.; Correia, Inês Pupo, co-autor; Pratas, Gonçalo, música (2010). Séc. XIII : Portugal total. Col: Portugal 10 séculos 10 histórias. 2. Lisboa: Expresso mais novos; Zero a Oito. ISBN 978-989-648-213-8. Consultado em 22 de novembro de 2012

- Oom, Ana, texto; Silveira, Ana Isabel, revisor; Serra, Sandra, il.; Correia, Inês Pupo, co-autor; Pratas, Gonçalo, música (2010). Séc. XIV : em Aljubarrota não há derrota!. Col: Portugal 10 séculos 10 histórias. 3. Lisboa: Expresso mais novos; Zero a Oito. ISBN 978-989-648-214-5. Consultado em 22 de novembro de 2012

- Oom, Ana, texto; Silveira, Ana Isabel, revisor; Serra, Sandra, il.; Correia, Inês Pupo, co-autor; Pratas, Gonçalo, música (2010). Séc. XV : Não dêem cabo da esperança!. Col: Portugal 10 séculos 10 histórias. 4. Lisboa: Expresso mais novos; Zero a Oito. ISBN 978-989-648-215-2. Consultado em 22 de novembro de 2012

- Oom, Ana, texto; Silveira, Ana Isabel, revisor; Serra, Sandra, il.; Correia, Inês Pupo, co-autor; Pratas, Gonçalo, música (2010). Séc. XVI : que grande epopeia!. Col: Portugal 10 séculos 10 histórias. 5. Lisboa: Expresso mais novos; Zero a Oito. ISBN 978-989-648-216-9. Consultado em 22 de novembro de 2012

- Oom, Ana, texto; Silveira, Ana Isabel, revisor; Serra, Sandra, il.; Correia, Inês Pupo, co-autor; Pratas, Gonçalo, música (2010). Séc. XVII : restauração, enfim!. Col: Portugal 10 séculos 10 histórias. 6. Lisboa: Expresso mais novos; Zero a Oito. ISBN 978-989-648-217-6. Consultado em 22 de novembro de 2012

- Oom, Ana, texto; Silveira, Ana Isabel, revisor; Serra, Sandra, il.; Correia, Inês Pupo, co-autor; Pratas, Gonçalo, música (2010). Séc. XVIII : Lisboa em ruínas. Col: Portugal 10 séculos 10 histórias. 7. Lisboa: Expresso mais novos; Zero a Oito. ISBN 978-989-648-218-3. Consultado em 22 de novembro de 2012

- Oom, Ana, texto; Silveira, Ana Isabel, revisor; Serra, Sandra, il.; Correia, Inês Pupo, co-autor; Pratas, Gonçalo, música (2010). Séc. XIX : um rei, dois reinos. Col: Portugal 10 séculos 10 histórias. 8. Lisboa: Expresso mais novos; Zero a Oito. ISBN 978-989-648-219-0. Consultado em 22 de novembro de 2012

- Oom, Ana, texto; Silveira, Ana Isabel, revisor; Serra, Sandra, il.; Correia, Inês Pupo, co-autor; Pratas, Gonçalo, música (2010). Séc. XX : viva a República!. Col: Portugal 10 séculos 10 histórias. 9. Lisboa: Expresso mais novos; Zero a Oito. ISBN 978-989-648-220-6. Consultado em 22 de novembro de 2012

- Oom, Ana, texto; Silveira, Ana Isabel, revisor; Serra, Sandra, il.; Correia, Inês Pupo, co-autor; Pratas, Gonçalo, música (2010). Séc. XXI : chegou o euro!. Col: Portugal 10 séculos 10 histórias. 10. Lisboa: Expresso mais novos; Zero a Oito. ISBN 978-989-648-221-3. Consultado em 22 de novembro de 2012

#### Países do Mundo
- Oom, Ana; Quental, Joana, il.; Pupo, Inês, poema; Pacheco, Ana Silveira, Carla, rev. (2011). Angola, solo generoso. Col: Expresso mais novos. Lisboa: Zero a Oito. ISBN 978-989-648-333-3. Consultado em 22 de novembro de 2012
- Oom, Ana; Quental, Joana, il.; Pupo, Inês, poema; Pacheco, Ana Silveira, Carla, rev. (2011). Itália, a bota do mundo. Col: Expresso mais novos. Lisboa: Zero a Oito. ISBN 978-989-648-334-0. Consultado em 22 de novembro de 2012
- Oom, Ana; Quental, Joana, il.; Pupo, Inês, poema; Pacheco, Ana Silveira, Carla, rev. (2011). EUA, terra dos sonhos. Col: Expresso mais novos. Lisboa: Zero a Oito. ISBN 978-989-648-327-2. Consultado em 22 de novembro de 2012
- Oom, Ana; Quental, Joana, il.; Pupo, Inês, poema; Pacheco, Ana Silveira, Carla, rev. (2011). Espanha, vizinhos em festa. Col: Expresso mais novos. Lisboa: Zero a Oito. ISBN 978-989-648-329-6. Consultado em 22 de novembro de 2012
- Oom, Ana; Quental, Joana, il.; Pupo, Inês, poema; Pacheco, Ana Silveira, Carla, rev. (2011). Inglaterra, berço da língua universal. Col: Expresso mais novos. Lisboa: Zero a Oito. ISBN 978-989-648-326-5. Consultado em 22 de novembro de 2012
- Oom, Ana; Quental, Joana, il.; Pupo, Inês, poema; Pacheco, Ana Silveira, Carla, rev. (2011). China, do outro lado do mundo. Col: Expresso mais novos. Lisboa: Zero a Oito. ISBN 978-989-648-330-2. Consultado em 22 de novembro de 2012
- Oom, Ana; Quental, Joana, il.; Pupo, Inês, poema; Pacheco, Ana Silveira, Carla, rev. (2011). Índia, cultura original. Col: Expresso mais novos. Lisboa: Zero a Oito. ISBN 978-989-648-332-6. Consultado em 22 de novembro de 2012
- Oom, Ana; Quental, Joana, il.; Pupo, Inês, poema; Pacheco, Ana Silveira, Carla, rev. (2011). França, pátria da liberdade. Col: Expresso mais novos. Lisboa: Zero a Oito. ISBN 978-989-648-331-9. Consultado em 22 de novembro de 2012
- Oom, Ana; Quental, Joana, il.; Pupo, Inês, poema; Pacheco, Ana Silveira, Carla, rev. (2011). Brasil, país nosso irmão. Col: Expresso mais novos. Lisboa: Zero a Oito. ISBN 978-989-648-325-8. Consultado em 22 de novembro de 2012